# Rudolf IV (margrabia Badenii)
Rudolf IV (zm. 25 czerwca 1348 r.) – margrabia Badenii z rodu Zähringen.

## Życiorys
Rudolf był jednym z synów margrabiego Badenii Hermana VII i Agnieszki, córki Fryderyka V, hrabiego Truhedingen i Dillingen. Po śmierci ojca rezydował w Pforzheim. Po początkowych związkach z Habsburgami związał się ze stronnictwem Ludwika IV Bawarskiego, dzięki czemu poszerzył swoje posiadłości.
Pierwszą żoną Rudolfa była Luccardis, córka Filipa V z Bolanden. To małżeństwo było bezpotomne. Drugą żoną Rudolfa była Maria, córka Fryderyka I, hrabiego Oettingen. Z tego małżeństwa pochodziło dwóch synów: Fryderyk III i Rudolf V.